# 翁 (能)
翁（おきな）は、能楽の演目のひとつ。別格に扱われる祝言曲である。
最初に翁を演じる正式な番組立てを翁附といい、正月初会や祝賀能などに演じられる。翁・千歳・三番叟の3人の歌舞からなり、翁役は白色尉（肉式尉）、三番叟役は黒色尉という面をつける。原則として、翁に続いて同じシテ・地謡・囃子方で脇能を演じる。

## 進行
登場人物
- シテ 翁
- 面箱持ち
- ツレ 千歳（金春流・金剛流・喜多流では面箱持ちが兼ね、狂言方が担当する）
- ワキ 三番叟（狂言方が担当、大蔵流では三番三）

面箱を先頭に、翁、千歳、三番叟、後見、地謡の諸役が橋掛りから登場、翁は舞台右奥に着座し祝歌を謡う。
露払いとして千歳が舞い、翁は千歳が舞っている間に舞台上で前を向いたまま白色尉（肉式尉）を付ける。千歳の舞が終わると、翁は立ち上がり祝言の謡と祝の舞を舞う。その後もとの位置に着座し面を外して退場する。
翁が、千歳の舞と翁の舞の 2場面からなるのと同様、三番叟も揉ノ段と鈴ノ段からなっている。前半の揉ノ段は面を付けず、後半の鈴ノ段は黒色尉を付け鈴を持って舞う。舞が終わるともとの位置に戻り、面を外して退場する。
　特殊演出
・父尉延命冠者(ちちのじょうえんめいかじゃ)
シテが白式尉をつけて翁の舞を舞った後に、千歳(せんざい)が延命冠者をつけて舞う。舞い終わると、舞台の左に立ち止まる。その後、シテが父尉を付けて謡う。
千歳「生まれし所は忉利天(とうりてん)。育つ所は花の園。ましまさば。とくしてましませ父の尉。親子とも。ならべつれ。いざや　ご祈禱(きとう)申さん
シテ「一天波風おさまって。民五湖の楽にほこり。されば天地。ひらけ始まりしよりこの方。傳(つた)わりきたる。翁なり
シテ「そよや　よわいには、そよや　よわいには。松をば。根ながらこそとれ。松をこそとれ。ありうどうどう
〜〜千歳、シテ同時に帰〜〜
・十二月往来(じゅうにつきおうらい)
普通の「翁｣とは違い、翁が三人登場する。そのうち一人はシテ、二人はツレである。
　　　　　　　　　※省略
〜〜千歳の舞(後)〜〜
シテ「総角やとんどや
地謡「尋ばかりやとんどや
シテ「坐していたれども
地謡「参らうれんげりやとんどや
シテ「やえ尉殿に申すべき事の候
ツレ「そもやそもなじょう事にて候ぞ
シテ「かかる目出たきみぎんには、十二月の往来こそ目出とう候え
ツレ「それこそ尤も目出とう候え
シテ「正月の松の風
ツレ「君のことをしらべたり
シテ「二月のつばめ
ツレ「よわいよわいをはやめたり
シテ「三月の霞
ツレ「四方(よも)の山にたなびく
シテ「四月のほととぎす
ツレ「所によき事をつげわたる
シテ「五月のあやめ草
ツレ「玉の御殿をふきかざる
シテ「六月の扇
ツレ「とくわかに風をいだす
シテ「七月の蝉の声
ツレ「林にうとうたり
シテ「八月のかりがね
ツレ「ほうじょうえにまいろう
シテ「九月の菊の酒
ツレ「ふろうほうやくのみくすりとなる
シテ「十月のしぐれ
ツレ「木の葉を深めたり
シテ「十一月のあられ
ツレ「ふどうのしらげにことならず
シテ「十二月の氷
ツレ「ますかがみ
シテ「大にほっぼう
ツレ「ならびにほっぼう
シテ「ようがんみすい
ツレ「しまこんじき
シテ「十(とう)をとう
ツレ「百のひゃく
シテ「千のせん
ツレ「万のまん
シテ・ツレ「みたらわしますみ調(みつぎ)のたから。かぞえて。まいらせん。翁ども
地謡「あれはなじょの翁ども。そやいずくの翁ども
シテ「そよや　〜〜翁の舞〜〜
　　　　　　　　　※省略

## 解説
翁は、例式の 3番の演目、つまり「父尉」「翁」「三番猿楽」（三番叟）の 3演目から成るのが本来であり式三番とも呼ばれる。実際には室町時代初期には「父尉」を省くのが常態となっていたが、式二番とは呼ばれず、そのまま式三番と称されている。
翁（式三番）は、鎌倉時代に成立した翁猿楽の系譜を引くものであり、古くは聖職者である呪師が演じていたものを呪師に代って猿楽師が演じるようになったものとされている。寺社の法会や祭礼での正式な演目をその根源とし、今日の能はこれに続いて演じられた余興芸とも言える猿楽の能が人気を得て発展したものである。そのため、能楽師や狂言師によって演じられるものの、能や狂言とは見なされない格式の高い演目である。
能との顕著な違いの一つに、面を着ける場所がある。能においては面は舞台向かって左奥の「鏡の間」において着脱されるが、「翁」では面は舞台上で着脱される。また「鏡の間」への神棚設置や切り火によるお清め、別火（演じ手の茶の用意や、鼓を乾かす為の火を、特別な取り扱いとする）などによる舞台・演じ手の聖別も行われる。

### 番組立
元々、能は翁（式三番）に続いて演じられた余興芸であり、翁に続いて脇能（初番目物）以下の演目を上演する、いわゆる「翁附」が正式な番組立であったが、現在では正月の初会や舞台披きなどの特別な催しでしか演じられない。また、翁の次には必ず脇能を上演するしきたりであったが、昭和25年（1950年）水道橋能楽堂の舞台びらきを機に、脇能を伴わない翁の単独演奏の便法が認められた。

### 「とうとうたらりたらりら」について
法華五部九巻書には、この文句を猿楽の聲歌（しょうか）としている。（聲歌は、笙や篳篥、笛や鼓の楽譜を声で歌うことをいう）また、仏法への深義を出すものと記されていることから、仏法への陀羅尼的な性質を持たせていることも明瞭である。よって、陀羅尼的な意味を持たせた聲歌というように考えることが正しいのである。
謡い方　法華五部書に記されている「千里也・多楽里・多楽有楽・多楽有楽・我利々有・百百百・多楽里・多楽有楽（ちりや・たらり・たらありら・たらありら・がりりあり・とうとうとう・たらり・たらありら）」が区切りが変わり、「千里也多楽里多楽有楽・多楽有楽我利々有百・百百多楽里多楽有楽（ちりやたらりたらありら・たらありらがりりありとう・とうとうたらりたらありら）」となり、さらに順序が変わり、「百百多楽里多楽有楽・多楽有楽我利々有百・千里也多楽里多楽有楽・多楽有楽我利々有百（とうとうたらりたらありら・たらありらがりりありとう・ちりやたらりたらありら・たらありらがりりありとう）」という現在の謡い方に変化した。

### 小書
・　初日之式
・　二日之式
・　三日之式
・　四日之式　　　たいていはこれである。この上四つの式は昔翁と五番立てが新年にやられていた時の名残である
・　法會之式　　　人が死んだときになることがある。追善の式。
・　十二月往来　　翁が三体出る。12月の良いところなどを描く。
・　父尉延命冠者　　翁が父尉、千歳が延命冠者になる。これも昔の「式三番」の名残である。
・　弓矢立合
・　舟立合　　　以上２つ、翁が三体出て、謡などが変化する。

## 全文（三番叟を除く）四日之式　観世流の場合
シテ「とうとうたらりたらりら。たらりあがりららりとう
地　「ちりやたらりたらりら。たらりあがりららりとう
シテ「所千代までおは（わ）しませ
地　「我等も千秋さむらはう
シテ「鶴と亀との齢にて
地　「幸い心にまかせたり
シテ「とうとうたらりたらりら
地　「ちりやたらりたらりら。たらりあがりららりとう
ツレ「鳴るハ瀧乃水。鳴るハ瀧の水日ハ照るとも
地　「絶えずとうたりありうとうとうとう
ツレ「絶えずとうたり。常にとうたり　　～～千歳之舞（前）～～
ツレ「君の千歳を経ん事も。天つ少女の羽衣よ鳴るハ瀧乃水日ハ照るとも
地　「絶えずとうたりありうとうとうとう　　～～千歳之舞（後）～～
シテ「総角やとんどや
地　「尋ばかりやとんどや
シテ「坐して居たれども
地　「参らうれんげりやとんどや
シテ「ちはやぶる。神乃ひこさの昔より。久しかれとぞ祝ひ
地　「そよやりちや
シテ「およそ千年乃鶴ハ。萬歳楽と謳うたり。また萬代の池乃亀ハ。甲に三極を備へたり。渚乃砂。さくさくとして朝乃日の色を瓏じ。瀧の水。玲々として夜乃月あざやかに浮かんだり。天下泰平。国土安穏。今日乃御祈祷なり。ありはらや。なじょの。翁ども
地　「あれハなじょの翁ども。そやいづくの翁ども
シテ「そよや　　～～翁の舞～～
シテ「千秋萬歳の。喜び乃舞なれば。一舞舞おう萬歳楽
地　「萬歳楽
シテ「萬歳楽
地　「萬歳楽　　～～翁帰～～

## 注
1. ↑  『能楽観賞百一番』、26頁
2. ↑  『能・狂言事典』、10頁
3. ↑  『日本史大事典 1』、1154頁
4. ↑  『邦楽百科辞典』、150頁
5. ↑  『演劇百科大事典 1』、424頁
6. ↑  『神歌　全』檜書店、昭和58年4月30日、参頁。

## 参考資料
- 金子直樹『能楽鑑賞百一番』淡交社、2001年、ISBN 4-473-01817-2
- 西野春雄 羽田昶『能・狂言事典』平凡社、1987年、ISBN 4-582-12608-1
- 青木和夫 網野善彦『日本史大事典 1』、平凡社、1992年、ISBN 4-582-13101-8
- 吉川英史 『邦楽百科辞典』音楽之友社 1984年。ISBN 4-276-00090-4
- 早稲田大学演劇博物館『演劇百科大事典 1』平凡社、1960年